# Zarkoff
Saša Rajković, poznatiji pod umjetničkim imenom Zarkoff je sisački producent, kompozitor i DJ elektroničke glazbe. 
Dio je dvojca Florence Foster Fan Club koji je potpisan za velike inozemne elektro etikete: brazilski Wawe Record i belgijski Romance Modern.

## Diskografija
- Trigger (2011., Black Leather Records)
- Departed (2012., vlastito izdanje)
- Die Brücke (LP, 2014., J.A.M. Traxx), Popsimonova & Zarkoff
- Sweet obsolete (2015., Unknown Pleasures Records)

### EP
- Are you amused  (2006., Home Made Electronica)
- Acid sun (2007., Home Made Electronica)
- Passions (2009., Adriatiko Recordings)
- Alprazolam (2010., Adriatiko Recordings)
- Video age (2010., Adriatiko Recordings)
- Seven sins of memory (2012., Adriatiko Recordings)
- Falling down tonight/Voluntary work camp (2012., 0.5), Popsimonova & Zarkoff
- Dimensions / Famous grouse (2013., Kraftjerkz), Neud Photo & Zarkoff feat. Iva Vis
- EP (2014., 0.5)
- Quartal (2014., Home Made Electronica)
- Break and enter (2014., Adriatiko Recordings), Popsimonova feat. Zarkoff
- Pannonia noir (2014., Kraftjerkz), Zarkoff / Honored Matres
- Neptune rings (2015., Adriatiko Recordings)
- Pioneers (2016., Endless Illusion)
- Toxicology (2016., Gooiland Elektro, Enfant Terrible), Zarkoff & Ikonal
- Iron flute (2017., Return To Disorder), Zarkoff & Co (Ikonal, Dino TM, HPX, Le Chocolat Noir, Cyborgs On Crack)
- Self regulating strangers (2017., Take It Easy Policy), Nao Katafuchi & Zarkoff
- Autoamputation ‎(2018., Етикета 4)
- Testosteronia (2020., Soil Records)
- Uranium (2021., Out Of Tune)

### Singlovi
- Hazardous material (2012., Adriatiko Recordings), Selecto & Zarkoff na EP-u Selecto, Popsimonova & Zarkoff – Hazardous material
- Ektoplazma (2013., Gooiland Elektro, Enfant Terrible), Popsimonova & Zarkoff na neimenovanom EP-u Popsimonove

### Kompilacije
- Unhöerbar Collector Series - Red Edition 3/4 (2010., Unhöerbar)